# Helmut Kutin

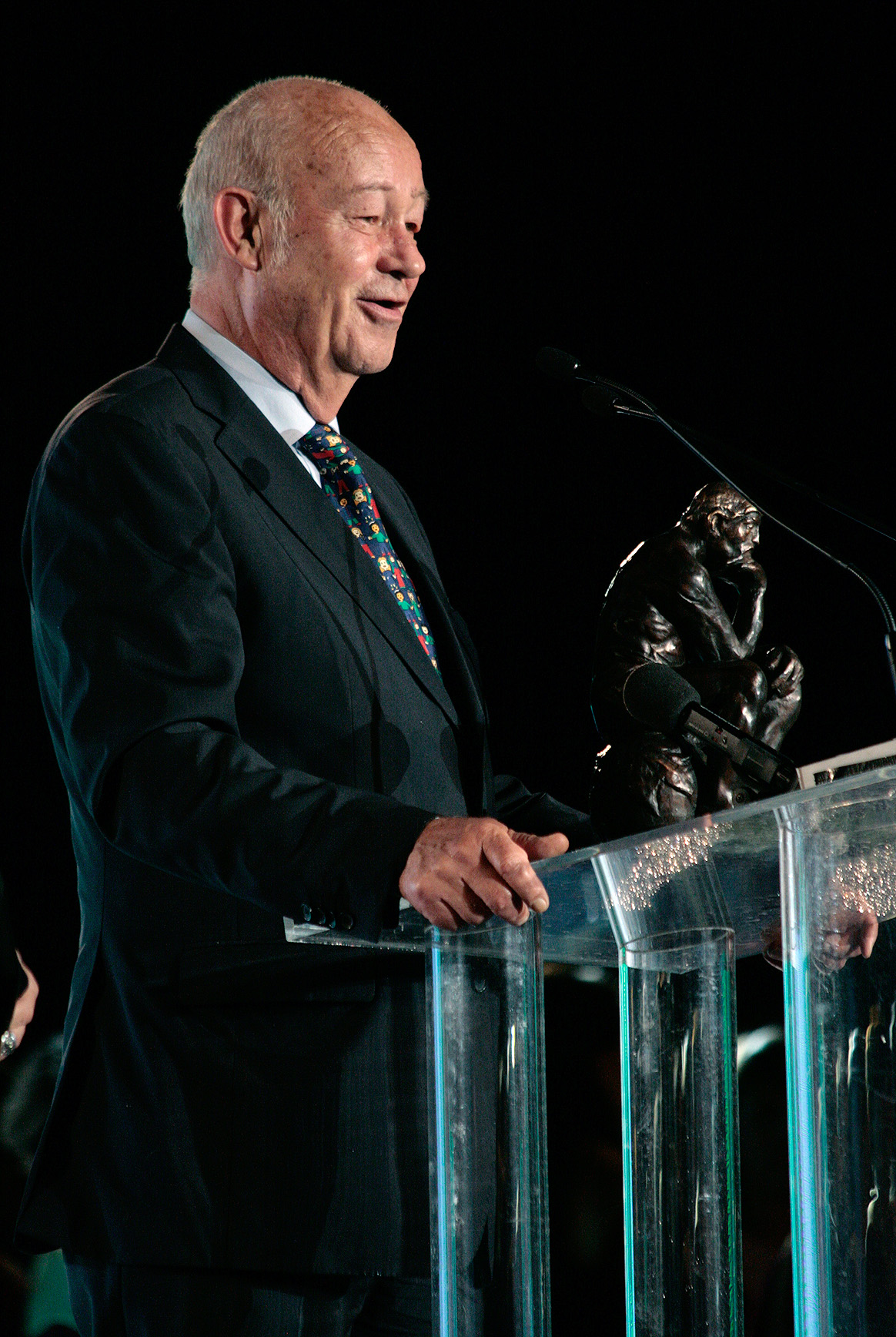
Helmut Kutin nimmt stellvertretend für SOS-Kinderdorf den Preis beim Save the World Award 2009 entgegen.

Helmut Kutin (* 4. Oktober 1941 in Bozen, Südtirol, Italien; † 23. April 2024 in Bangkok, Thailand) war ein österreichischer Sozialmanager und von 1986 bis 2012 Präsident von SOS-Kinderdorf-International.

## Leben und Wirken
Helmut Kutin war das fünfte Kind des Rechtsanwaltes Eduard Kutin und seiner Gattin Josefine. Kurz nacheinander starben seine älteste Schwester, als erstes Opfer des Serienmörders Guido Zingerle, und seine Mutter. Der Vater verlor aufgrund der politischen Situation die italienische Staatsbürgerschaft, die Familie wurde auseinandergerissen, und so kam Helmut Kutin als Halbwaise im Jahr 1953 in das erste SOS-Kinderdorf nach Imst in Tirol. Er wuchs im Haus „Frieden“, dem ersten SOS-Kinderdorf-Haus, auf. Kutin absolvierte die Pflichtschule in Imst, seine Jugendzeit verlebte er im SOS-Jugendhaus in Innsbruck. Er besuchte die dortige Lehrerbildungsanstalt, maturierte 1963 und begann danach ein Studium der Volkswirtschaft an der Universität Innsbruck. Er arbeitete bis 1967 im Tourismusbereich sowie als Erzieher, um sich das Studium zu finanzieren.
Nach Gesprächen mit Hermann Gmeiner und einer Sprachausbildung in Paris übernahm Helmut Kutin im Herbst 1967 seine erste Aufgabe im Rahmen von SOS-Kinderdorf International. Er begann mit dem Bau des ersten vietnamesischen SOS-Kinderdorfes in Saigon, dem heutigen Ho-Chi-Minh-Stadt. Im Jahr 1968 übernahm er die Leitung dieses Dorfes, das damals das größte SOS-Kinderdorf der Welt war. Er baute und betreute ein weiteres SOS-Kinderdorf und zwei Jugendeinrichtungen in Vietnam, ehe er 1976, ein Jahr nach Ende des Vietnamkriegs, das Land verlassen musste. Helmut Kutin verlegte seinen Arbeitsplatz für die Leitung der SOS-Kinderdörfer in Asien in das SOS-Kinderdorf Bangkok (Thailand). Im Dezember 1987 konnte mit der Regierung der Sozialistischen Republik Vietnam ein Vertrag über die Reaktivierung des SOS-Kinderdorfes in Ho-Chi-Minh-Stadt und die Errichtung eines zweiten SOS-Kinderdorfes in der Hauptstadt Hanoi unterzeichnet werden.
In Asien leistete Helmut Kutin, der in der Zwischenzeit zum stellvertretenden Generalsekretär von SOS-Kinderdorf International gewählt worden war, bahnbrechende Arbeit. Es ist ihm zu verdanken, dass in nicht einmal zehn Jahren über 50 SOS-Kinderdörfer und weitere 50 Zusatzeinrichtungen, wie Kindergärten, Hermann-Gmeiner-Schulen, Ausbildungszentren, Mutter-Kind-Einrichtungen und Krankenstationen errichtet werden konnten. Die SOS-Kinderdorf-Idee ist heute in zwölf Ländern Asiens fest etabliert, und ein ganz besonderes Ereignis war die Eröffnung von zwei SOS-Kinderdörfern in der Volksrepublik China im Frühjahr 1987.
Im Jahr 1985 wurde Helmut Kutin, noch zu Lebzeiten Hermann Gmeiners, von diesem selbst zu seinem Nachfolger ernannt. Die Präsidentschaft übernahm Kutin nach dem Tod von Gmeiner im Jahr 1986. Seitdem war Kutin bis 2012 Präsident des Dachverbandes SOS-Kinderdorf International und gleichzeitig auch Präsident von SOS-Kinderdorf Österreich. In den Jahren 1988, 1993, 1998, 2003 und 2008 wurde er in diesen Funktionen bestätigt.
Im Jahre 2012 löste Siddhartha Kaul Kutin als Präsident von SOS-Kinderdorf International ab. Kutin wurde aus diesem Anlass zum Ehrenpräsidenten ernannt. Er blieb weiterhin Vorsitzender des Aufsichtsrats von SOS-Kinderdorf Österreich und hauptamtlicher Vorstandsvorsitzender des deutschen Unterstützungsvereins SOS Kinderdörfer weltweit – Hermann-Gmeiner-Fonds e. V.
Im April 2024 starb Kutin im Alter von 82 Jahren.
Unter Kutins Leitung wurden weltweit über 154 neue SOS-Kinderdörfer gegründet. Seit dem Fall des Eisernen Vorhangs mit der Öffnung des Ostens von Europa im Jahr 1989 lag der Schwerpunkt seiner Arbeit in diesem Bereich, womit es dadurch fast in allen Staaten Osteuropas heute zumindest ein SOS-Kinderdorf gibt.

## Auszeichnungen
- 1972: Chung-My Medal II Class, Vietnam
- 1974: Chung-My Medal I Class, Vietnam
- 1981: Silbernes Ehrenzeichen für Verdienste um die Republik Österreich[8]
- 1989: Nationaler Orden der Volksrepublik Benin
- 1990: Großes Bundesverdienstkreuz
- 1994: Commandeur de l’Ordre de Mérite des Großherzogtums Luxemburg
- 1999: Päpstlicher Orden „St. Gregorius Magnus“
- 2002: Höchste Verdienstorden in Laos, Kambodscha, Guinea-Bissau, Kapverden
- 2004: Ritter des Ordens für Verdienste um Litauen
- 2008: Großes Goldenes Ehrenzeichen für Verdienste um das Bundesland Niederösterreich[9]
- 2011: Ring des Landes Tirol
- 2012: Bayerischer Verdienstorden
- Ehrenbürger verschiedener Städte, u. a. von Tehuacán und Campeche in Mexiko, Moosburg in Kärnten (Österreich), von Caicó in Brasilien und Lekenik in Kroatien, von Yantai und Lhasa in der VR China sowie von Managua in Nicaragua und Imst in Tirol (Österreich)